# Foncine-le-Bas
Foncine-le-Bas – miejscowość i gmina we Francji, w regionie Burgundia-Franche-Comté, w departamencie Jura.
Według danych na rok 1990 gminę zamieszkiwało 175 osób, a gęstość zaludnienia wynosiła 19 osób/km² (wśród 1786 gmin Franche-Comté, Foncine-le-Bas plasuje się na 569. miejscu pod względem liczby ludności, natomiast pod względem powierzchni na miejscu 482.).